# Condado de Hamilton (Flórida)
O condado de Hamilton (em inglês:  Hamilton County) é um dos 67 condados do estado americano da Flórida. A sede e cidade mais populosa do condado é Jasper. Foi fundado em 26 de dezembro de 1827.

## Geografia
De acordo com o United States Census Bureau, o condado possui uma área de 1 344 km², dos quais 1 331 km² estão cobertos por terra e 14 km² por água. Localiza-se na região centro-norte do estado.

## Demografia
Segundo o censo nacional de 2010, o condado possui uma população de 14 799 habitantes e uma densidade populacional de 11 hab/km². Possui 5 778 residências, que resulta em uma densidade de 4 residências/km².
Das três localidades incorporadas no condado, Jasper é a mais populosa e a mais densamente povoada, com 4 546 habitantes e densidade populacional de 769,8 hab/km². White Springs é a menos populosa, com 777 habitantes. De 2000 para 2010, a população de Jasper cresceu 155% e a de White Springs reduziu em 5%. Apenas uma localidade possui população superior a mil habitantes.